# Лепин, Анатолий Яковлевич
Анато́лий Я́ковлевич Ле́пин (латыш. Anatols Liepiņš, 1907 — 1984) — советский композитор латышского происхождения, автор более 500 песен, восьми оперетт и других музыкальных произведений.
Особенно популярной стала музыка Лепина к кинофильмам, среди которых: «Мы с вами где-то встречались», «Девушка без адреса», «Карнавальная ночь» и др. Заслуженный деятель искусств Латвийской ССР (1945 год), автор музыки гимна Латвийской ССР (1944). Награждён тремя орденами и несколькими медалями. Член СК СССР.

## Биография
Родился 17 (30) декабря 1907 года в Москве, куда незадолго до этого переселился его отец, настройщик музыкальных инструментов, латыш по происхождению, Яков (Екаб) Лиепиньш (Jēkabs Liepiņš).
В 1925 году Анатолий поступил в Государственный техникум кинематографии (будущий ВГИК), но через год перешёл в Музыкальный техникум им. братьев Рубинштейнов. Далее продолжил обучение в МГК имени П. И. Чайковского, которую окончил в 1936 году по специальности «композитор» и был распределён в Ташкентскую консерваторию преподавателем. Спустя два года, в 1938-м, стал преподавателем Харьковской консерватории. Одновременно с академическим образованием увлекался джазовой музыкой и написал несколько песен для Леонида Утёсова и Надежды Казанцевой.
В годы войны выезжал на фронт с авторскими концертами. В 1945 году по приглашению председателя Верховного Совета Латвийской ССР Августа Кирхенштейна Лепин переехал в Ригу. Там он принял участие в конкурсе по написанию музыки гимна Латвийской ССР, на котором победил и стал автором музыки Государственного гимна Латвийской ССР (стихи Ф. Я. Рокпелниса и Ю. Ванага). Работал для Латвийского музыкального театра. Член ВКП(б) с 1949 года. С 1950 года жил в Москве по адресу: Огарёва, 13.
Огромную популярность принесли Лепину песни из кинофильмов «Мы с вами где-то встречались», «Девушка без адреса» и «Карнавальная ночь». Лепинская «Песня о Москве» из кинофильма «Здравствуй, Москва!» (1946) («Нас улица шумом встречала») стала позывным мотивом Московского радио. В конце жизни он начал цикл романсов, посвящённый знаменитым произведениям живописи: «Девочка с персиками», «Джоконда» и др., но завершить его не успел.
В начале 1970-х годов участвовал в составе жюри популярного телевизионного конкурса «Алло, мы ищем таланты!».
Умер 24 октября 1984 года от проблем с сердцем. Похоронен на Ваганьковском кладбище (участок № 27).
Жена: Милица Артуровна Сварениеце, балерина (1927—1981). В их семье родились двое детей, Леонид (1946) и Татьяна (1953).

## Творчество
Автор множества музыкальных произведений, от симфоний до оперетт, но самый грандиозный успех выпал на долю его песен, которых более 500. Самые знаменитые и исполняемые из них написаны к кинофильму «Карнавальная ночь» (1956), а припев из песни к музыкальной киноповести Сергея Юткевича «Здравствуй, Москва!» (1945) долгие годы служил заставкой Московского радио («Мы идем, мы поём»).
«Джаз, шансон, танго и фокстрот, „салонные“ романсы в немалой степени благодаря „Карнавальной ночи“ перестали считаться атрибутами „загнивающего Запада“. Фильм дал толчок к стремительному обновлению советской эстрады, — считает музыковед Александр Резник. — А в музыке к кинофильму „Дайте жалобную книгу“ (1964 г.) А.Лепин впервые применяет электромузыкальные инструменты и использует твист — модный в то время танец».
Ещё во время учёбы в Консерватории Лепин начал сочинять произведения с использованием мелодий разных народов СССР. Он считал, что «без народной основы современные музыкальные фильмы остаются лишь осколками, слепками, раскрашенными муляжами» («Советская культура», 24 декабря 1974 года). В 1930-е он использовал музыку Средней Азии, где прожил 2 года, в рижский период — латышские народные мелодии, отголоски украинских песен и танцев слышны в музыке к кинофильму «Огни на реке», действие которого происходит в украинском селе. Способность композитора переключаться показывает то, что «ярко русская музыка к «Солдату Ивану Бровкину» и ярко латышская музыка к фильму „К новому берегу“ писались одновременно — в 1955 году!», считает А. Резник.

### Нотные сборники
- Лепин А. Я. Танцевальная музыка из кинофильмов [Ноты]: для аккордеона / А. Я. Лепин ; авт. перелож. Ф. Бушуев. М.: Музыка, 1967. - 88 с.
- Лепин А. Я. Третий концерт для фортепиано с оркестром [Ноты] : переложение для двух фортепиано автора. М. : Советский композитор, 1977. - 171 с.
- Лепин А. Я. Избранные песни. М.: Советский композитор, 1983.
- Лепин А. Я. Избранные песни для голоса (хора) в сопровождении фортепиано (баяна) ; сост. А. Я. Гринчук. М.: Советский композитор, 1986,159 с.
- Лепин А. Я. Мелодии Латвии [Ноты] : для большого симфонического оркестра. М.: Советский композитор, 1986. - 181 с.

### Некоторые известные песни
- Из кинофильма «Дайте жалобную книгу»
  - Возьми гитару (в кинофильме присутствует только музыка этого танго, стихи позднее написал М. С. Пляцковский для Клавдии Шульженко)
  - Семнадцать лет (стихи: Б. С. Ласкин)
  - Добрый вечер (стихи А. А. Галича и Б. С. Ласкина)
  - Песенка журналистов.(стихи Э. Рязанова)
- Из кинофильма «Девушка без адреса» (стихи: В. А. Лифшиц)
  - Кукла бессердечная
  - О чём я печалюсь, о чём я грущу
- Добро пожаловать в Москву (Е. А. Долматовский), из документального фильма «Москва и москвичи».
- Если б гармошка умела (А. Фатьянов), из кинофильма «Солдат Иван Бровкин»
- Как в степи, степи сожжённой («Я люблю, но об этом никто не узнает», из кинофильма «Степные зори», Е. А. Долматовский)
- Из кинофильма «Карнавальная ночь» (стихи:  В. Коростылёв, В. А. Лифшиц)
  - Песенка о хорошем настроении
  - Песня о влюблённом пареньке
  - Пять минут
  - Таня-Танечка
- Из кинофильма «Мы с вами где-то встречались»
  - Лирическая песня Левкоевой (С. П. Щипачёв)
  - Отдыхает родная столица (Е. А. Долматовский)
- Нас улица шумом встречала (из кинофильма «Здравствуй, Москва!», О. Фадеева)
- Песня о двух друзьях («А ну-ка, дай жизни, Калуга!») (В. И. Лебедев-Кумач).
- Тысяча чудес (М. Пляцковский)
- Всё пройдёт, как с белых яблонь дым (С. Есенин)[5]

### Вокальные циклы
- «Солдатские дороги» (стихи Ф. Лаубе, 1968)
- Детский цикл «Забавные песенки» на стихи О. Высотской, С. Михалкова, Г. Рублёва, М. Пляцковского, И. Лешкевич, О. Фадеевой (1964)
- Романсы на стихи А. Блока и С. Есенина (1971) в их числе романс "Ты меня не любишь, не жалеешь" сл. С. Есенина.

### Фильмография
Анатолий Лепин написал музыку к фильмам:
- «Весенний поток» (1940)
- «Брат героя» (1940)
- «Старый двор» (1941)
- «Лесные братья» (1942)
- «Новые похождения Швейка» (1943)
- «Март-апрель» (1943)
- «Здравствуй, Москва!» (1945)
- «Сын полка» (1946)
- «Возвращение с победой» (латыш. Mājup ar uzvaru, 1947)
- «Красный галстук» (1948)
- «В степи» (1951)
- «Зай и Чик» (1952)
- «Степные зори» (1952)
- «Чук и Гек» (1953)
- «Огни на реке» (1953)
- «Мы с вами где-то встречались» (1954)
- «К новому берегу» (1955)
- «Солдат Иван Бровкин» (1955)
- «Весенние голоса» (1955)
- «Драгоценный подарок» (1956)
- «Миллион в мешке» (1956)
- «Удивительное воскресенье» (1957)
- «Карнавальная ночь» (1956)
- «Девушка без адреса» (1958)
- «Иван Бровкин на целине» (1958)
- «Приключения Буратино (мультфильм)» (1959)
- «Совершенно серьёзно» (1960)
- «Своя голова на плечах» (1961)
- «Как создавался Робинзон» (1961)
- «Человек ниоткуда» (1962)
- «Дайте жалобную книгу» (1964)
- «Приключения Толи Клюквина» (1964)
- «Фантазёры» (1965)
- «Деревенский детектив» (1968)
- «Король манежа» (1970)
- «Истоки» (1973).

### Оперетты
- Лучший день её жизни (Есть на Волге городок, Ленинград, 1948)
- У голубого Дуная (Львов, 1950)
- Однажды весной (Кемерово, 1954)
- После свадьбы (Одесса, 1957)
- Где-то на окраине (1963)
- Заочное свидание (Ростов-на-Дону, 1964)
- Фортуна (1964)
- Золушка хочет домой (1976, мюзикл)

### Оперы
- «Рассвет» (1950)

### Балеты
- «Лайма» (1947),
- «Джунгли большого города» (1960)
- «Песня о Гайавате» (1974)

### Инструментальные произведения
- Пьесы на темы песен народов СССР (1933)
- Сюита на темы тадж. нар. песен Мавриги (1937)
- Симфония победы (1944)
- Сюита «Дорога героев» на стихи В. Лебедева-Кумача, С. Острового, М. Голодного, В. Гусева, В. Садофьева, А. Суркова (1938)
- Три концерта для фортепиано.и симфонического оркестра: I (1935), II (1937), III (1974)

Ему принадлежит также ряд танцевальных пьес.